# 變形金剛3
是一部2011年上映的美国科幻動作電影，也是變形金剛系列電影的第三部，由麥可·貝執導。该片以2D、3D和IMAX的形式全球发行，美国原訂7月1日上映將提前到6月29日，全球上映日期為7月1日，台灣則是6月28日晚場上映，中國大陆上映日期延至為7月21日，日本為7月29日。麥可·貝曾表示它会是该系列的最后一部。不过第四部《变形金刚4》已于2014年6月27日上映。
該片的第一男主角繼續由西亞·李畢福擔任，但擔任前两部第一女主角的梅根·福克斯未續演本片，改由露絲·漢丁頓-維莉以新角色取代。該片在世界各地累计收获11.23亿美圆的票房，当时位居影史第七位（不考慮通膨）。

## 角色

### 魏瓦奇家族
| 角色                        | 演員                  | TVB粵語配音 | 介紹 |
| 山姆·魏瓦奇/Sam Witwicky    | 西亞·李畢福           | 曹啟謙      | 大學畢業後和新任女友住在華盛頓特区，展開社會新鮮人的生活，在應徵工作時鬧了不少的笑話，之後因為傑瑞王提供的月面陰謀資料再度陷入狂派與博派之間的戰爭。 |
| 卡莉·斯宾塞                 | 蘿西·杭廷頓·惠特利    | 何璐怡      | 山姆的新任女友.與山姆同居在華盛頓，與山姆在白宮認識。                                                                                                |
| 朗/榮恩·魏瓦奇/Ron Witwicky | 凱文·鄧恩/Kevin Dunn  | 陳永信      | 山姆的父親，在山姆上大學後與茱蒂開著旅行車四處旅行，與前兩集一樣喜歡毒舌山姆。                                                                       |
| 茱蒂·魏瓦奇/Judy Witwicky   | 茱莉·懷特/Julie White | 許盈        | 山姆的母親，在山姆上大學後與榮恩開著旅行車四處旅行，與前兩集一樣，還是會說些怪怪的話來激勵山姆。                                                     |

### 美國军隊
| 角色                         | 演員                        | TVB粵語配音 | 介紹 |
| 莫肖爾將軍/General Morshower | 格蘭·莫肖爾/Glenn Morshower | 盧國權      | 美国陆軍特種部隊上將。 |
| 威廉·藍尼/William Lennox     | 喬許·杜哈莫/Josh Duhamel    | 蘇強文      | 美国陆軍特種部隊上校，與山姆在第一集中認識並合作，於本集中擔任芝加哥大戰中美國軍隊的前線指揮官。                                               |
| 羅伯特·埃普斯/Robert Epps    | 泰瑞斯·吉布森/Tyrese Gibson | 陳廷軒      | 美國空军士官長，軍隊退伍後便前往美国太空總署的太空梭研發區工作，實質上是負責管理、監督博派的技師三人組，之後陪同山姆前往芝加哥營救女主角卡莉。 |

### 其他人物
| 角色                                            | 演員                            | TVB粵語配音 | 介紹 |
| 夏洛特·梅琳/Charlotte Mearing                   | 法蘭絲·麥杜雯/Frances McDormand | 陸惠玲      | 國家情報總監，西門斯舊情人。 |
| 西摩·雷吉·西蒙斯或西門斯/Seymour Reggie Simmons | 約翰·特托羅/John Turturro       | 陳欣        | 已退休探員，埃及之戰結束後，西蒙斯寫了一本代號英雄的書籍，並且意外的大賣，過著優渥的生活，不過因為抵擋不了對於外星人的陰謀論，再度幫助山姆與博派調查狂派的計劃。 |
| 達奇（台譯志明）/Dutch                          | 艾倫‧圖迪克/Alan Tudyk          | 李錦綸      | 西門斯的手下，易激动，身手好，精通俄语与电脑技术。 |
| 布魯斯·布拉索斯/Bruce Brazos                    | 約翰·馬可維奇/John Malkovich    | 盧國權      | 山姆的老闆，待人刻薄，對於黃色有意外的愛好，認為在他的公司有別的色彩就是精神上的背叛他。                                                                         |
| 傑瑞·王/Jerry Wang                              | 鄭肯                            |             | 布魯斯·布拉索斯公司的职员，美籍华裔，以前为狂派工作，后为防止被狂派所杀就泄露秘密给山姆，被激光鳥发现而推下楼摔死。                                              |
| 迪倫·古爾德/Dylan Gould                         | 派屈克·丹普西/Patrick Dempsey   | 潘文柏      | 卡莉的老板，表面上是藝術品和汽車收藏家的商人，实际上为狂派工作，人类中的大反派。                                                                                 |

### 博派
| 角色                       | 配音            | TVB粵語配音 | 介紹 |
| 柯博文（Optimus Prime）    | 彼得·庫倫       | 招世亮      | 和前兩部電影相同，都是變型成Peterbilt 379 型大卡車，第三集多拖載了一個貨櫃，貨櫃能夠變型成一座圓型的武器架，上方放滿著供柯博文使用的武器以及在電影後期使用的飛行背包。 |
| 大黃蜂（Bumblebee）        |                 |             | 掃描變形成黃色第五代雪佛蘭Camaro跑車，在山姆畢業後幾乎都在NEST部隊出任務，變成汽車需要戰鬥時能變換型態，讓車子能再行進間也能進行武器攻擊。於本集表現傑出，除掉多名狂派之餘，更殺害狂派核心人物聲波。 |
| 鐵皮（Ironhide）           | 傑斯·赫聶爾     | 林保全      | 和前兩部電影相同，掃描變型成GMC TopKick 皮卡車，人型型態時背後有背著許多重型武器。被御天至尊殺害，成為其叛變後的第一個犧牲者。 |
| 飛輪（Ratchet）            | 羅伯特·福斯沃斯 | 蕭徽勇      | 掃描悍馬H2救護車，與柯柏文一同上去月球調查方舟。前兩集的黃綠顏色在本片中改成了白綠配色。比起前兩集表現十分突出，最終戰中更帶領博派奮戰狂派部隊和御天至尊。 |
| 斯韋伯（Sideswipe）        | James Remar     | 梁偉德      | 掃描變形成銀色雪佛蘭科爾威特 Stingray Speedster Concept 概念車，與大黃蜂相同，在車子時能夠變換戰鬥型態，第四部中被地獄獵人殺死。 |
| 御天至尊（Sentinel Prime） | 伦纳德·尼莫伊   | 朱子聰      | 本集登場的變形金剛，掃描變型成为Rosenbauer Panther 機場消防車，博派前任領袖，也是柯博文的導師。後來背叛博派，和密卡登合作，目的為復甦賽柏坦星球(御天至尊曾教導柯博文-自由是所有生命的權利，如今御天至尊卻打算奴役人類求重建賽柏坦)。被山姆識破其真面目時殺害了鐵皮，並和狂派聯合阻殺博派。武器為左手的超強護盾以及右手的毀滅之劍與雷射砲，在漫畫中甚至將刹車、挡泥板殺死。最後要將右手殘廢的擎天柱殺死時，被憤恨的威震天連環砲擊將其打殘，而後擎天柱殺死威震天時他開始道歉，仍被擎天柱殺害。 |
| 灌鉛脚（Leadfoot）         | John DiMaggio   | 馮錦堂      | 本集登場的變形金剛，雷霆拯救队之一，掃描成雪佛蘭 Impala 42號 NASCAR賽車。 |
| 路霸（Roadbuster）         | Ron Bottitta    | 李錦綸      | 本集登場的變形金剛，雷霆拯救队之一，掃描成雪佛蘭 Impala 88號 NASCAR賽車。 |
| 上旋（Topspin）            |                 | 關令翹      | 本集登場的變形金剛，雷霆拯救队之一，掃描成雪佛蘭 Impala 48號 NASCAR賽車。 |
| 迪諾（Dino）               | Francesco Quinn | 李鎮然      | 本集登場的變形金剛，掃描紅色法拉利 458 Italia，個性容易激動。在漫畫版中被聲波拔掉頭（变3電影版沒死），但在第四部被地獄獵人殺死。 |
| Q（Que）                   | George Coe      | 劉昭文      | 本集登場的變形金剛，掃描變形成藍色第九代賓士E550，外型是參照愛因斯坦的形象所設定出來的新角色。他擅長於開發許多武器裝備。雖然原形是取自輪傑，為了向007電影中的武器提供者Mr.Q致敬，因而將名字改為Que。被音波殺害。 |
| 掃蕩(Breakaway)            |                 |             | 第二集登場，博派目前唯一的空中指揮官，在漫畫【黑月風暴】中被聲波殺死。 |
| 戰火(Warpath)              |                 |             | 博派中和鐵皮一樣強壯的戰士，可以變形成戰車，在電影之前電玩版的事件中和密卡登一戰時不幸戰死。 |
| 雅希(Arcee)                |                 |             | 博派的女性金剛，可變形成粉色摩托車。在漫畫【黑月風暴】中和兩姐妹殺死了天奪者，卻死在聲波手上。 |
| 艾莉塔(Elita One)          |                 |             | 博派的女性金剛，可變形成紫色摩托車。在漫畫【黑月風暴】中和兩姐妹殺死了天奪者，自己也除掉了狂派的太空火車，但卻難逃震盪波殺死的下場，事後柯博文也替她復仇將其殺死。 |
| 克羅米亞(Chromia)          |                 |             | 博派的女性金剛，可變形成藍色摩托車。在漫畫【黑月風暴】中和兩姐妹殺死了天奪者，自己和雅希卻死在聲波手上。 |
| 刹車（Skids）              |                 |             | 前集登場的雙胞胎博派金剛，在這集並沒有太多出現場面。在漫畫裡被御天射殺。 |
| 擋泥板（Mudflap）          |                 |             | 前集登場的雙胞胎博派金剛。和剎車一樣在這集並沒有太多出現場面。在漫畫裡被御天射殺。 |
| 甩輪（Wheelie）            | Tom Kenny       | 周良鴻      | 上一集登場的金剛，能夠變形成遙控大腳車，跟小诸葛一同居住在山姆的家中，依山姆的說法，算是政治難民。在破壞狂派太空船內部時太空船墜落。將會《變形金剛5：最終騎士》再次登場。 |
| 智囊（Brains）             | Reno Wilson     | 張裕東      | 本集登場的變形金剛，能夠變形成筆記型電腦，一頭光纖亂髮，頭頂還會冒煙，個性好色。與转輪在本作算是甘草角色。在破壞狂派太空船內部時太空船墜落芝加哥河溝。於《變形金剛4：絕跡重生》中證實生還。 |

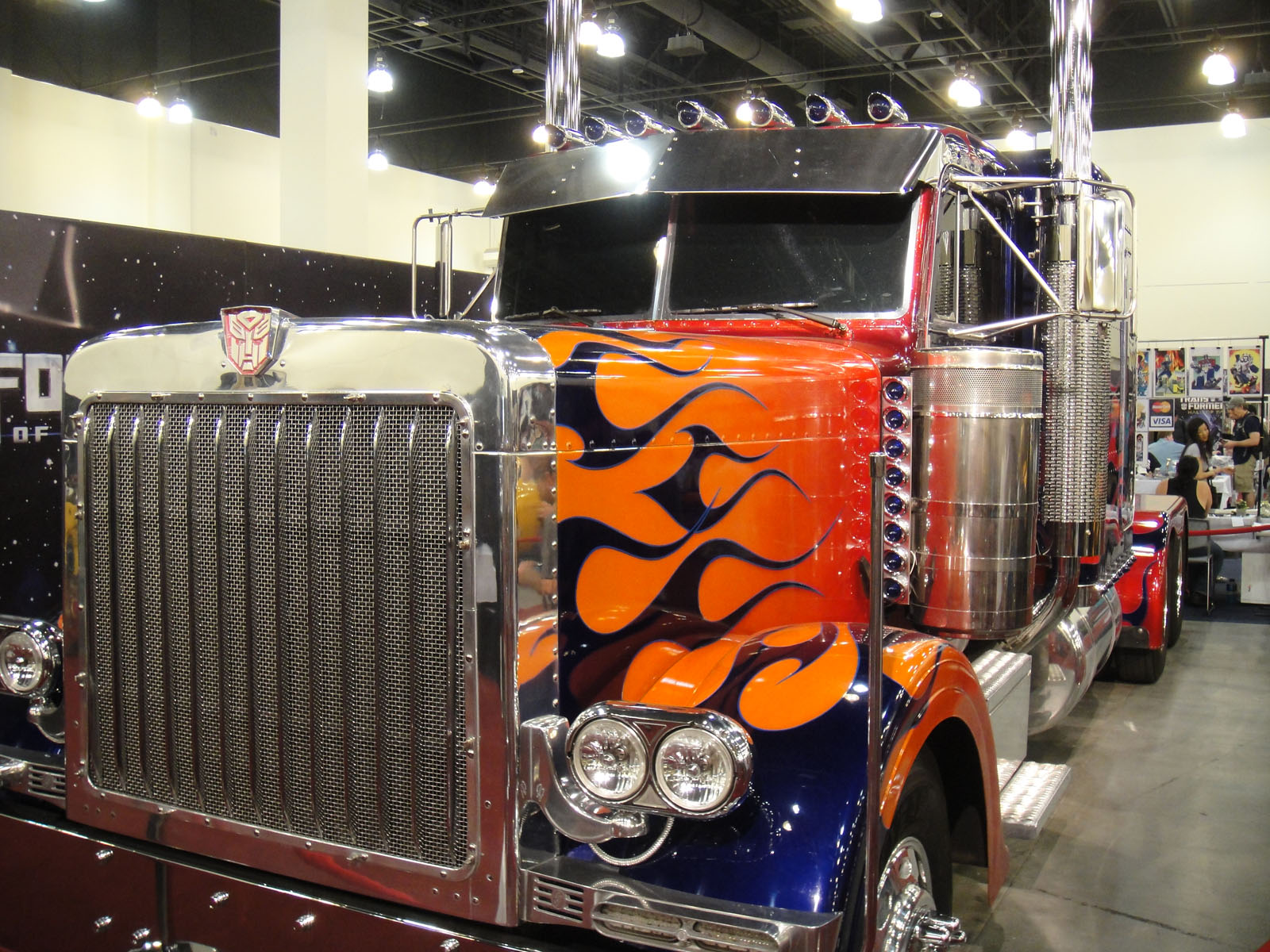
Peterbilt 379 型卡车

在變形金剛3的漫畫中出現了許多電影沒有登場的博派金剛，例如第二集死去的克羅米亞、艾莉塔在第3集的漫畫中和亞希一起被聲波、震盪波殺死。甚至G1到G2時代出現過的博派在漫畫裡也有登場(但因為是配角，全部死於非命)。

### 狂派
| 角色                      | 配音                        | TVB粵語配音 | 介紹 |
| 密卡登（Megatron）        | 雨果·威明                   | 葉振聲      | 狂派首領，柯博文的宿敵。戰鬥力遠比前2集弱很多，和御天敌合作要利用地球來復甦賽柏坦。擁有賽柏坦戰機、賽柏坦鋼甲戰車二段變形，在本作亦有油罐車的變形能力，因為身體上一集被打到殘廢，只能變形成車身鏽爛不堪的油罐車。原本的武器融合砲、手劍在上一集遭柯博文擊毀，本片則以削短型雙管霰彈槍為武器。在本片最後被卡莉用反間計反過來要殺御天至尊，最後被柯博文殺死。 |
| 天王星（Starscream）      | 查理·安德勒                 | 張錦江      | 狂派暫時首領，掃描成F-22猛禽戰鬥機。在本集和第一集一樣都沒有第二集(漫畫)殺死跳崖、(電影)擊傷柯博文一樣傑出的表現，被密卡登辱罵是馬屁精，一直跟在密卡登身旁。在這集幾乎沒有人提到天王星的名字，柯博文則是第一集開始到本集都沒叫過它的名字。在最終戰中要殺山姆時，被山姆刺穿眼睛並且眼睛被安置炸彈爆炸而死。 |
| 音波（Soundwave）         | 法蘭克‧威爾克(Frank Welker) | 李安邦      | 入侵美國國防部人造衛星竊取秘密資料；掃描成銀色賓士 SLS AMG，講話就像兩人在說話而沒有腔調。漫畫中和震盪波一樣表現傑出，雖然殺死的博派沒有震盪波多。在片中聽命古爾德要挾持殺害大黃蜂時反被大黃蜂趁亂穿胸打穿頭部。 |
| 震波（Shockwave）         | 法蘭克‧威爾克(Frank Welker) | 陳永信      | 本集登場，特徵為頭頂顯著的單眼紅睛。威震天的忠實部下，在一萬年前威震天冰封在北極時固守在賽柏坦，並和墮落金剛、狂派大軍不斷與博派作戰。鑽洞獸為其屬下，它受震盪波的命令到處破壞芝加哥，當鑽洞獸被擎天柱撞裂頭部時，震盪波一炮打壞擎天柱的噴射翼，之後與人類開戰，但卻被其中一名人類的降落傘遮住眼睛，脖子更被安裝炸藥，脖子被炸之後又遭到人類猛烈的攻擊眼睛也被打的噴出來，後來只好逃到其他狂派身邊，但是後來柯博文現身把擋在震盪波前的十幾個狂派全宰了，柯博文用左手打爆了震盪波半個身體之後又賞了震盪波一拳，之後把震盪波壓制在地之後抓起了震盪波連接眼睛的線隨後便把它扯斷而死去。震盪波在漫畫中出盡了風頭，殺死了許多博派，還包括柯博文的愛人艾莉塔，因此柯博文對付他時下手極為殘忍。 |
| 路障（Barricade）         | Frank welker                |             | 聲波的搭檔。第一集也有出現的狂派金剛，第二集沒出現。和聲波聽命於古爾德殺害博派俘虜，並和聲波殺死了Q。最後要殺死大黃蜂時因為狂派戰艦遭转輪、小诸葛破壞而造成某部分坍塌，後來被NEST狙擊手射瞎眼睛並遭安置炸彈和連續射擊而受重傷，因而逃去。 |
| 激光鳥（Laserbeak）       | Keith Szarabajka            | 張方正      | 聲波的卡帶戰士之一，其餘卡帶戰士為第一集的迷乱、第二集的机械狗。在本作聽命密卡登負責捕捉人類目標、暗殺阿波羅事件重要關係者。古爾德的部下之一，能夠變形成粉色的大黃蜂、液晶螢幕、影印機、立體音響、機械神鷹、直昇機(玩具上)等，算是本集最狡猾的角色。最後在追殺大黃蜂、山姆、卡莉搭乘的狂派戰機時，被大黃蜂用戰機砲殺死。 |
| 鑽洞獸（Driller）         |                             |             | 巨大無比的變形獸，震盪波的部下。負責在攻擊芝加哥道路、大樓的部分。在與柯博文的首次對決中被擎天柱用貨櫃中的武器擊退。第二次對戰擎天柱時，主頭被柯博文急速衝撞並斷裂而死。 |
| 鑽蟲（Hatchling）         |                             |             | 鑽洞獸噴出的蟲型金剛，會啃壞一切東西，密卡登的寵物之一。 |
| 斷頭（Igor）              |                             | 胡家豪      | 事實上他是工程金剛爆走的頭部，在電影中成為密卡登的追隨者和寵物。電影最後生死不明。 |
| 狂派恐怖部隊 （Dreads）   |                             |             | 引誘博派車隊回到NEST的誘餌，在道路之戰牽制博派，幫助御天至尊回到NEST基地得以奪回能量柱。最后三隻全部死於博派手上。 |
| 撬棍（Crowbar）           |                             |             | 恐怖部隊三人組的首領。武器為雙手的砲槍。在本集公路之戰對付鐵皮時，横炮將手砲丟給鐵皮，鐵皮順勢將它殺死。 |
| 曲轴箱（Crankcase）       |                             |             | 恐怖部隊成員，說話口齒不清。負責竊取要訊資料，在和撬棍對抗鐵皮、横炮時被鐵皮射殺，並被拖在轎車上撞進修車廠爆炸而死。 |
| 短柄斧（Hatchet）         |                             |             | 恐怖部隊成員。在公路和博派展開追逐戰時被迪諾牽制，最後被大黃蜂、迪諾殺死。 |
| 載具金剛（Vehicons）      |                             |             | 狂派旗下的雛型士兵，由震盪波率領，載具型態多樣化。平時都待在狂派戰艦中，會搭乘狂派戰機進行攻擊。武器為雷射砲、旋轉機砲、雷射槍等，最後全被藍尼的部隊以及柯博文殺死。 |
| 天奪者(Skystalker)        |                             |             | 於電影漫畫【黑月風暴】中登場。遭到雅希、克密雅和艾莉塔殺死。 |
| 堅石(Brimstone)           |                             |             | 於電影漫畫【黑月風暴】中登場。被大黃蜂殺死。 |
| 巨棒(Bludgeon)            |                             |             | 於電影漫畫【黑月風暴】中登場。被NEST部隊射殺身亡。 |
| 戰慄鏢(Fearswoop)         |                             |             | 於電影漫畫【黑月風暴】中登場。戰鬥中撞死在Q的盾牌。 |
| 太空火車(Astrotrain)      |                             |             | 於電影漫畫【黑月風暴】中登場，載具型態可變行成巨大電力火車頭和太空梭。被艾莉塔給殺死。 |
| 刀劍大師(Blademaster)     |                             |             | 於電影漫畫【黑月風暴】中登場，殺死了博派的風爆波，最後被柯博文殺死。 |
| 工程金剛 (Constructicons) |                             |             | 前集出現的狂派部隊，上一集共出現40幾隻，掃描各類工程車，和上一集一樣也有同一隻掃描相同工程車的情況。本集中負責破壞、封鎖芝加哥。它們在御天至尊和密卡登命令下負責消滅芝加哥的殘存人類、監視城內的一舉移動。在博派反擊時負責還擊博派，在最終戰中大多被NEST和飛翼柯博文消滅。 |

本作亦有其他200多隻在月球上因御天敌、威震天使用能量晶體而復活的狂派金剛。變形型態不明，它們潛伏在全球各地，除了芝加哥以外的狂派，在本作狂派大多數被秒殺，如擎天柱和震盪波的對決中有十幾隻遭到秒殺。其餘各地的尚未被博派殺死。

## 劇情
在久遠的賽柏坦星球，博派与狂派爆發大战時，搭載博派领袖御天至尊與其重要发明的飛船「方舟」在逃离賽博坦时被狂派击毁，漂流坠落到月球的背面。這件事情被美国航空航天局发现后，向总统约翰·肯尼迪汇报，肯尼迪認為蘇聯也同樣獲悉這件事情，所以他們為了要比蘇聯更快登上月球查探事實，為此美国开启载人登月的阿波罗计划——其名义上是探索和研究月球，而其实际真正的任务是要获取比人类文明先进的外星飞船与外星人的技术与奥秘（这个秘密只有少数几个人知道）。1969年7月20日，阿波罗11号首次实现人类登月，着陆的宇航员发现了「方舟」，时任总统是理查德·尼克松。阿波羅計畫的太空人在登陸月球的同時，也將「方舟」上的東西帶回地球。
時間拉回今日。山姆大學畢業後和新女友卡莉住在華盛頓特區，前女友把他給甩了。他拯救過世界兩次，卻找不到一份讓他滿意的工作，感到很不快意。
卡莉不了解山姆的苦悶，她為一個藝術品和汽車收藏家古爾德工作。與山姆和卡莉住在一起的還有小變形金剛甩輪和它的同類小機器人腦殘。與此同時，博派以及其領袖擎天柱正與藍尼上尉等美國軍人一起在世界各地與人類的威脅作戰。根據烏克蘭政府的情報，切尔诺贝利核電站遺址發現了很早以前在博派狂派大戰時離開賽博坦星的「方舟」母艦的零件，他們來此調查，此時遭遇了狂派的鑽動獸襲擊，最後擎天柱現身砍了鑽動獸拿零件的那部分，這時藏在鑽動獸身體裡的震盪波現身，震盪波叫了柯博文一聲後便和鑽動獸撤退了，狂派仍然留在地球上，其首領密卡登在上一次大戰後現在很虛弱，但他仍在計劃著什麼。
柯博文對人類向他隱瞞了「方舟」的情報很生氣，尤其是對美國國家情報總監夏洛特，夏洛特才坦诚多年前阿波羅11號登陸月球就發現了墜毀的「方舟」，但他們一直向世人和博派隱瞞。柯博文要求去月球一趟。在月球上，柯博文一行人找到了在待機狀態的御天至尊，他是博派的前任領袖，也是柯博文的導師。博派把御天至尊和他身邊的5個柱狀物帶回了地球。
此時的山姆正被他的卑微新工作和女朋友有錢又帥氣的老闆古爾德折磨的焦頭爛額，接著他被同公司職員傑瑞王認出是博派變形金剛的朋友，傑瑞王試圖告訴他狂派的陰謀，顯然他也被迫參與了那個計劃。但還當山姆還在為他給的那些資料犯迷糊的時候，激光鳥就殺害了傑瑞王。山姆趕緊跑去告訴博派和藍尼上尉，但被攔在秘密基地外面，儘管夏洛特很不情願，但架不住別人的堅持，只好讓山姆留下來旁觀事態進展。把御天至尊和5個柱狀物帶回地球後，柯博文用領導母體重啟了御天至尊。
御天至尊苏醒之後向眾人解釋，這些柱狀物是他相當重要的發明，是启动「太空橋」的能量棒，它的功能是可以自由傳送宇宙中的任何東西至能量棒所在的地方，除一個主機外應該共有上百個能量棒，現在卻不知因何消失不見。柯博文自願交出領導模块並將領導地位還給御天至尊，但是御天至尊卻推辭了。夏洛特開始趕山姆回家，山姆靠自己分析推導傑瑞給他的資料，得出狂派和某些投靠狂派的人類正在暗地里進行甚麼計畫，但沒人聽他的分析，於是他決定找退休探員西蒙斯幫他調查。卡莉很不高興，她抱怨山姆又想拯救世界了。兩人吵了一場，分手了。卡莉一人去了古爾德的聚會。
西蒙斯把過去的經歷寫成了一本暢銷書，現在過得很愜意，原本不想淌這渾水的西蒙斯，最後還是無法抗拒對外星事情的迷戀而答應了山姆的請求。兩人先去找當年蘇聯太空計劃的太空人，他們深信這些人一定知道內情，但都被政府下達了封嘴令。經過一番「溝通」後，苏联老太空员們向山姆他們展示了一些當年拍攝的月球背面照片，發現當時那裏的能量棒絕對有上百個。山姆立刻意識到狂派一直都知道「太空橋」的事情，突然狂派的曲軸箱、撬棍和短柄斧攻擊他們，最終他們都死在鐡皮、横炮手上。原來，他們是为了利用擎天柱使用領導母體讓御天敌復活的，因為御天敌是拼接「太空橋」的關鍵。御天敌這時候露出真面目，他殺死了鐵皮，並帶著5個能量棒跑了。
原來，御天至尊在很久以前就認為博派永遠不可能取勝，不如跟狂派合作才能避免種族的滅亡。所以他不惜背叛博派，而和威震天合伙，並早就安排好要在地球碰面。然而「方舟」墜毀在月球，而威震天被冰封在地球北極，所以最原始的計畫並沒有成功。現在他們要繼續執行當初未完成的工作，並喚醒了早就埋伏在月球上的秘密狂派軍隊，把他們通過太空橋傳送到地球，對地球展開全面侵略。柯博文追上御天至尊，怒問為何昔日追求自由和平的導師會變成如此，御天敌擊敗但沒有殺死擎天柱，只是說總有一天你會認同我的想法。
看到曾經身為博派的御天至尊的背叛以及狂派壓倒性的數量潛伏在地球各處，人類放棄了，要求博派立刻離開地球以避免激怒狂派。博派無奈之下，只好準備登上飛船「蒼耳號」離開地球。這時山姆前去古爾德家的聚會想與卡莉和好，誰知在幫助狂派的人類中，古爾德家族正是最大的反派。古爾德利用聲波綁架了卡莉，並逼山姆做間諜，提供博派的情報，看看他們是否在計劃反攻，他還让一個狂派機器人变成手表套在山姆手腕上，以記錄山姆及其周圍人的言行，如果山姆違抗卡莉會被殺。山姆去找了準備護送博派離開地球的夏洛特，並在卡拉維爾角與準備登上飛船的擎天柱和其他博派見面，問他有何反攻的打算，柯博文說他們沒有打算，对山姆告戒说人类要自信和团结才能自救，他們就這麼走了。飛船在飛行途中被红蜘蛛給擊毀，博派似乎已經全軍覆沒。
山姆只好向轉行到基地工作的前軍官愛普斯求助，求他幫自己追踪古爾德、救出卡莉。經過一番跟踪，他們發現古爾德他們在芝加哥，於是山姆還有愛普斯以及後者的軍中戰友一起也去了芝加哥。芝加哥此時已經被狂派全面佔領。正當愛普斯、山姆他們認為沒有希望的時候，博派突然出現！原來一切都是計劃好的，他們其實是躲在燃料艙裡爆炸前便脫離飛船，博派與人類軍隊開始向狂派反擊，在芝加哥展開了一場慘烈的大戰。這時的御天敌和威震天正計畫再次開啟「太空橋」，這次，他們要利用之前狂派早已藏好的上百個能量棒抴變成荒土的星傳送至地球旁邊，奪取地球上的資源和奴役人類來修復它。
山姆和大黃蜂駕駛狂派戰鬥機救出了卡莉。他們想從遠處发射火箭弹以摧毀能量棒主機，但是失敗了。震盪波命令鑽動獸讓有山姆等人在的芝加哥高樓倒塌，然而此刻威震天出言不遜激怒了御天至尊，隨後便被御天至尊推下高楼，連右邊的零件也被拔了。
這時柯博文趕到與鑽動獸對決，最後柯博文飛到大樓上方並且把大樓打出了一個洞之後在高速往下衝撞斷了在大樓下方鑽動獸的脖子，結果被震盪波看見，震盪波很生氣的立刻往柯博文轟了一砲，柯博文也因此受困於大樓中動彈不得，這時逃出大樓的山姆偏偏遇上了天王星，天王星便想去抓山姆想殺死他，山姆使用Q給他的鉤射槍射中了天王星的眼睛，然後又把一枚炸彈固定在天王星的另一隻眼睛，最後天王星被炸死了。其後音波捉拿了5个博派机器人，並用槍杀了Q，還用槍瞄準了大黃蜂。音波在準備開槍之際，突然数輛狂派戰鬥機掉了下來將声波和大黃蜂隔開了，之後大黃蜂大開殺戒狂攻輕易打倒了一名狂派金剛，但後來跟聲波戰鬥時節節敗退，之後還被聲波抓頭丟出去，聲波又開了一砲，但大黃蜂躲過了，之後聲波衝過來，大黃蜂往聲波右腳開一砲讓讓聲波右手的槍掉了，且還跌在大黃蜂右手的槍上。之後聲波的胸口便被轟了一砲，連聲波的頭都炸掉了。
這時震盪波帶領一眾狂派與人類開戰，但卻被其中一名NEST士兵的降落傘遮住眼睛，脖子更被安裝炸藥，脖子被炸之後又遭到愛普斯和他的戰友猛烈攻擊，連眼睛也被打的噴出來。後來只好逃到其他狂派身邊。但柯博文這時飛向主戰區左砍右轟把十幾個狂派全宰了之後衝向震盪波，由於之前震盪波已經被人類和其他博派金剛重創已經無力再戰柯博文，但還是舉起了右手的大砲轟向柯博文，但柯博文來一個後空翻躲過了，而震盪波反而又被一個人類用火箭砲偷襲，這時柯博文用左手打爆了震盪波半個身體之後又賞了震盪波一拳，之後把震盪波壓制在地之後抓起了震盪波連接眼睛的線隨後便把它扯斷而死去，之後柯博文用震盪波的激光武器摧毀了放置能量棒主機的塔頂。山姆這時也找到了古爾德，古爾德又重新啟動了能量棒主機，與他扭打在一起。最後古爾德被撞上能量棒主機遭电流直接電死。大黃蜂隨即趕到摧毀了能量棒主機，賽博坦星球因傳送失敗而毀滅。
博派全面向御天至尊以及狂派发起决战，美军也用戰斧巡弋飛彈摧毁了大部分狂派战机，御天至尊最後只得与柯博文进行單挑，但柯博文的左劍右斧攻勢無法破開御天至尊的超強護盾，並且被其毀滅之劍砍斷右臂而危在旦夕。危機時刻卡莉跑到奄奄一息的密卡登面前激怒密卡登，說即使是這個計劃成功了，這世界的領導只會是御天至尊，他永遠只是御天至尊的一枚棋子。密卡登大怒顧不得自己也危在旦夕，衝出去以雙管霰彈槍偷襲御天至尊得手，而柯博文则逃过被殺掉的命运。密卡登得意洋洋的對柯博文說，如果沒有他在的话，柯博文也就沒有了存在價值。柯博文臉一沉說「我們走著瞧」，集中全力單臂砍死了早就油盡燈枯的密卡登。氣息尚存的御天至尊向柯博文解釋說他只是為了故鄉，並不想讓博派成為地球人的奴隸，希望柯博文能明白他是在追求自由，請柯博文原諒他的背叛。柯博文說道「你根本就沒有背叛我，你只是背叛了你自己」，最後柯博文用密卡登的槍打死了御天至尊。
在廢墟上，山姆和卡莉互相表白，一旁的大黃蜂做了墊片戒指非要讓山姆求婚。最终博派与军人汇合到一起，柯柏文說地球將永遠都是人類和他們的家園。

## 狂派的一切陰謀
- 御天至尊和密卡登、墮落金剛在爭奪火種源大戰時達成協定要在將來用地球復甦賽博坦，事後用金字塔中的太陽毀滅機器摧毀太陽製造無數的能量來源。
- 密卡登在10000年前因為要到地球尋找火種源而被冰封在北極，之後，1961年御天至尊的飛船(方舟)迫降在月球，數年後，復活的密卡登打算用此將地球的機器變成狂派，火種源卻在狂派與博派在地球首次大戰中被毀，密卡登也在戰中死去。
- 因為在月球的御天處於待機狀態，復活後的密卡登也沒有傳說中的原能矩陣，所以飛到火星上聯合墮落金剛以及天王星的狂派大軍要開啟太陽毀滅機器(或許這就是密卡登沒有飛到月球查看方舟的原因)，但沒有原能矩陣，也無法成功開啟太陽毀滅機器。事後，埃及大戰中山姆用原能矩陣復甦柯博文，雖然被墮落金剛奪走開啟毀滅機器，但最後被柯博文摧毀；墮落金剛亦死在其手中，密卡登認為事情還沒結束。
- 數年後，柯博文用原能矩陣復甦了在月球待機的御天至尊，卻開啟密卡登最後一個陰謀:和御天復甦賽博坦！雖然博派金剛面臨許多傷亡，但也在狂派的內鬨中讓密卡登和御天敵自相殘殺，狂派也走上末路。

## 制作
导演原本计划是2012年才上映本片的，只不过在派拉蒙公司的坚持下，他才同意2011年上映，并因此提前于2009年10月就开始起筹备本片了。导演想赋予本片的故事更多神话色彩，更多的角色发展以使影片更加黑暗和情感化，到2010年10月才正式确定片名。

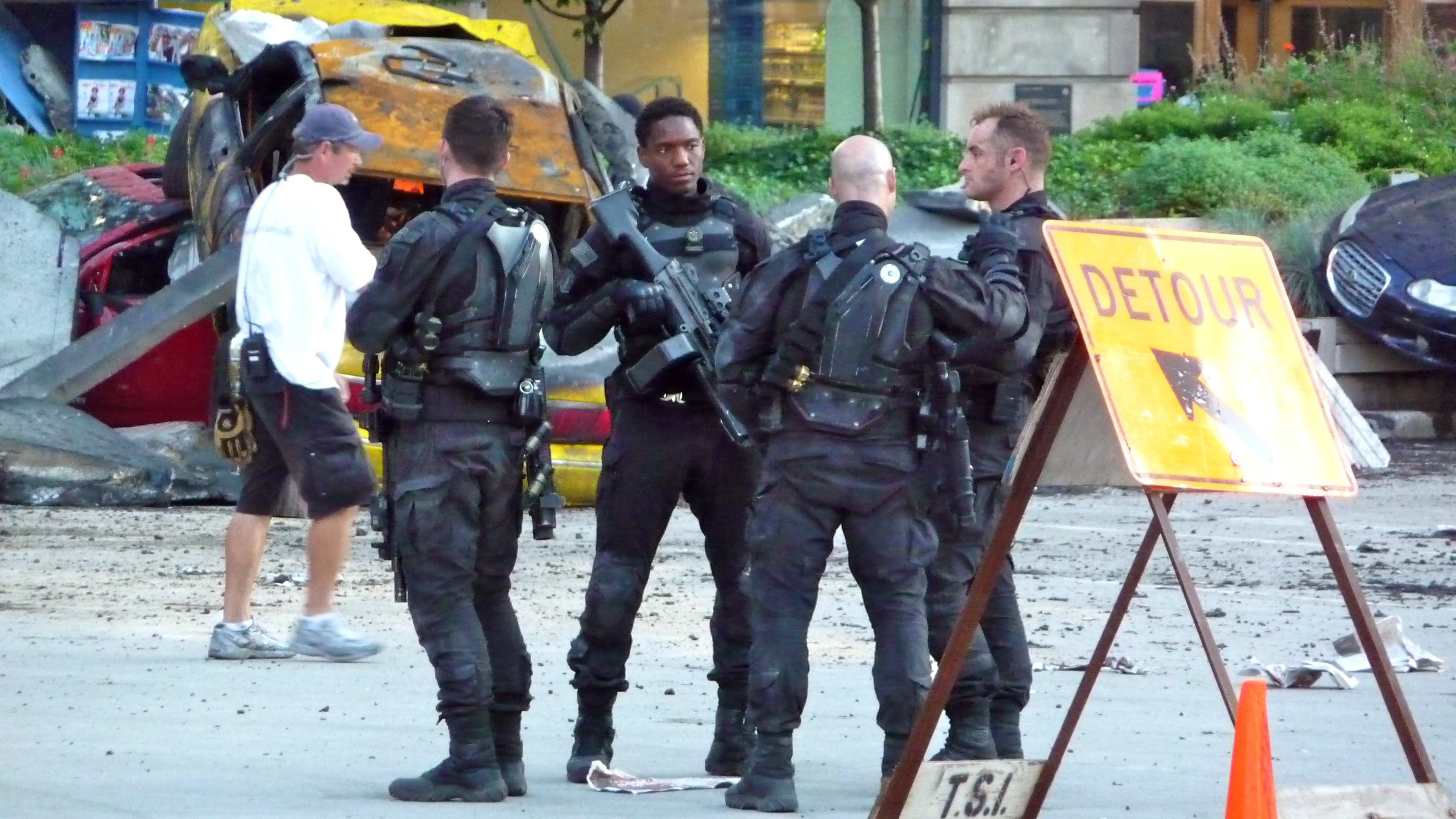
芝加哥拍摄现场，2010年7月25日

由于《阿凡达》运用3D技术的成功，因此主创们决定拍成3D电影。影片70%是以3D方式拍摄的，其余的部分则是在后期转换成3D。2010年3月19日，剧本创作完成。2010年5月18日正式开拍，拍摄地包括芝加哥、佛罗里达、印地安纳州、洛杉矶、密歇根州、华盛顿特区和莫斯科等地。2010年11月9日全部拍摄工作完成。同年11月26日进入后期制作阶段。
导演迈克尔贝和编剧们吸取了前一部电影失败的教训，列出了一张《变形金刚3》拍摄准则：1.不能出现沙漠；2.不能出现“低级”搞笑桥段。（“我们想让这部电影变得更加严肃和更加成熟”）3.如果机器人死了，就必须是真的死了，清楚地表达出来；4.不带观众绕圈子；5.增加主角们的人物厚度（“这个因素在《变形金刚2》中被忽略了”）。

### 意外

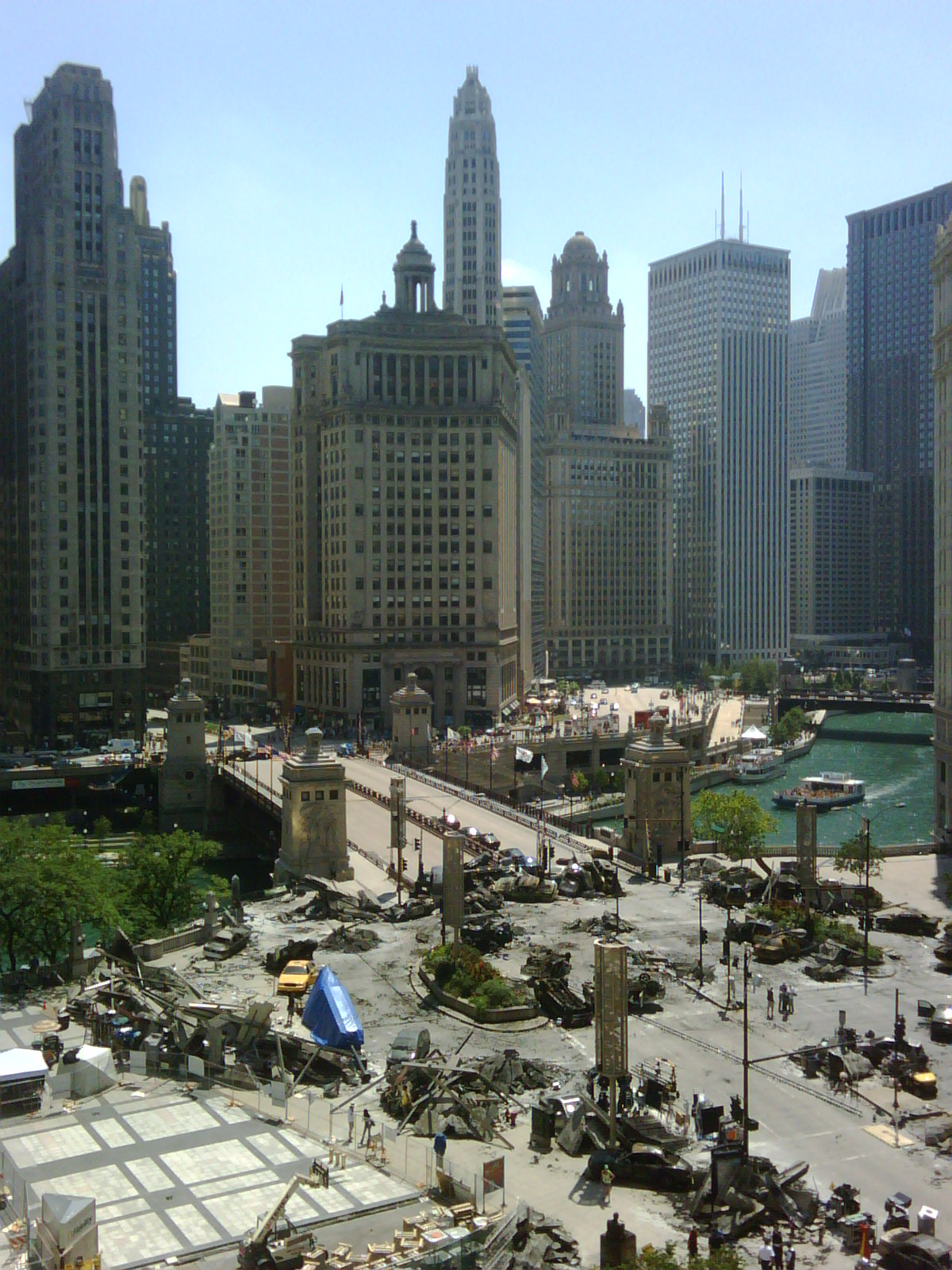
位于芝加哥的密歇根大道的拍摄现场，2010年7月16日

2010年9月2日暫時延期印第安納洲哈蒙德的拍攝，一名臨時演員在特技表演時受到嚴重的傷害。意外起於拖曳汽車的鋼絲索因焊接失敗而斷裂，剛好擊中臨演的車輛導致其頭骨受創。這名臨時演員，名為Gabriella Cedillo，必須執行腦部手術。此傷害使她留下永久性的腦部損害，左半部癱瘓且左眼縫閉。派拉蒙承諾會為此意外負責，且擔負Cedillo所有的醫療花費成本。儘管如此，10月5日Cedillo的家人仍提出訴訟，對派拉蒙舉出七項過失和其他幾個被告（不包括麥可貝），全部損害賠償要求超過$350,000美元（折合新台幣1060萬元）。
2010年10月11日，在馬里蘭大道和第三街拍攝追逐戲，華盛頓市警察局k9單位的休旅車撞到戲中大黃蜂的卡瑪洛（Camaro）跑車。此區域已由華盛頓警察封鎖，他們不清楚為什麼會有休旅車在那裏。所幸兩名駕駛皆安然無恙，但卡瑪洛跑車受到嚴重損害。

### 结局
在原版结局中，威震天提出的休战提议显得更加真诚；他跪下并表示他厌倦了战斗，他将命令所有霸天虎撤退，战争结束了。擎天柱起初持怀疑态度，但当威震天提出让擎天柱杀死他作为替代方案时，擎天柱勉强接受了。 这个结局在小说和漫画改编中均有使用。 2011年5月5日，在电影正式上映的几个月前，也就是平装本正式发行的六天前，亚马逊泄露了IDW漫画改编电影的预览页，剧透了一大批粉丝，让他们无法得知整部电影的关键转折——御天守的背叛。这一发现很快被发布在几个主要的《变形金刚》粉丝网站上，而且通常没有剧透警告。此次泄露促使迈克尔·贝下令执行行政命令，禁止制作任何第四部和第五部电影的前传或改编版本，以防止类似事件再次发生。

## 相关产品
2011年4月28日，第一个完整的预告片在影院开始播放，而随着《神鬼奇航4》于5月20日的上映，该片的3D预告片也开始放映。

### 歌曲
本片的主题曲《Iridescent》(虹彩光輝)还是由聯合公园负责演绎。之前该乐队已经创作了首部的《What I've Done》和第二部的《New Divide》。歌曲录影带由乐队DJ乔瑟夫·汉恩执导拍摄，这也是聯合公园第一支3D音乐录像带。此外，原聲帶還收錄了美國Emo樂團Black Veil Brides的「Set the World on Fire」，Goo Goo Dolls 的「All that you are」。

### 原声带
由史蒂夫·贾布隆斯基负责作曲，2011年6月24日发行。
| 曲序 | 曲目                            | 作曲家                            | 时长 |
| ---- | ------------------------------- | --------------------------------- | ---- |
| 1.   | Dark Side of the Moon           | Steve Jablonsky                   | 3:49 |
| 2.   | Sentinel Prime                  | Steve Jablonsky                   | 3:16 |
| 3.   | Lost Signal                     | Steve Jablonsky; Matthew Margeson | 4:09 |
| 4.   | In Time You'll See              | Steve Jablonsky                   | 3:17 |
| 5.   | Impress Me                      | Steve Jablonsky                   | 3:01 |
| 6.   | We Were Gods Once               | Steve Jablonsky                   | 4:23 |
| 7.   | Battle                          | Steve Jablonsky                   | 3:41 |
| 8.   | There Is No Plan                | Steve Jablonsky                   | 3:37 |
| 9.   | We All Work for the Decepticons | Steve Jablonsky; Matthew Margeson | 1:52 |
| 10.  | The Fight Will Be Your Own      | Steve Jablonsky                   | 4:41 |
| 11.  | Shockwave's Revenge             | Steve Jablonsky; Matthew Margeson | 2:01 |
| 12.  | No Prisoners, Only Trophies     | Steve Jablonsky                   | 3:32 |
| 13.  | The World Needs You Now         | Steve Jablonsky; Matthew Margeson | 2:00 |
| 14.  | It's Our Fight                  | Steve Jablonsky                   | 6:32 |
| 15.  | I'm Just the Messenger          | Steve Jablonsky                   | 4:26 |
| 16.  | I Promise                       | Steve Jablonsky                   | 1:59 |
| 17.  | Our Final Hope                  | Steve Jablonsky                   | 3:42 |

### DVD
影片DVD和蓝光碟于2011年9月30日发行。

### 玩偶
2011年5月16日，片中玩具由TAKARATOMY負責設計，由孩之寶（Hasbro）负责出售。

### 游戏
美国动视会根据本片制作一些电子游戏，将登陆的平台有Xbox 360, PlayStation 3, Wii，Nintendo DS和Nintendo 3DS。一些预告片段已于2011年2月亮相。而High Moon Studios公司也会做一些开发的工作。

## 發行與票房
本片於2011年6月23日在俄羅斯莫斯科舉行首映。派拉蒙影業日前對外表示，原訂美國上映為7月1日提前到6月29日上映；台灣上映日期為6月28日；原訂中國大陸上映日為7月8日，由於有關部門決定為《建黨偉業》留出1月的票房保護期，而被延至7月21日上映，上映时上海等部分城市的院线因借本片与国产电影搞“捆绑销售”而引发观众争议；日本上映日期為7月29日。

### 北美
在6月28日（周二）午夜场收获550万美元；在开画日6月29日（周三）取得了3772万美元的收入，排名影史第六，次于《暮光之城3》、《变形金刚2》、《哈利波特6》、《哈利波特5》以及《蜘蛛侠2》；6月30日（周四）收获2150万美元，位列影史非开画日周四总收入第五，次于《变形金刚2》、《暮光之城3》、《蜘蛛侠2》和《哈利波特6》；首周末三天（7月1日—7月3日）收获9740万美圆，名列榜单第一，不仅位列周五开画周末总收入的影史第五，次于《变形金刚2》、《星战前传3：西斯的复仇》、《怪物史莱克2》、《夺宝奇兵4》，还顺利刷新先前《蜘蛛侠2》保持的独立日档期最高纪录（8820万美元），还打败《加勒比海盜 神鬼奇航：幽靈海》成为2011年的单周票房之冠。因此首周五天共累计票房1.6212亿，这个成绩高于《变形金刚》的1.33亿，却低于《变形金刚2》的2亿。
第二个周末三天收获4710万，蝉联冠军。第三个周末收获2125万，次于新片《哈利波特—死神的聖物 (下)》列第二位。第四个周末收1200万，名列第四位。第五个周末收597万，名列第八位，累计3.3789亿。第六个周末收301万，名列第十，累计3.4417亿。最终成绩为3.524亿，次于《哈利波特—死神的聖物 (下)》的3.811亿位居年度第二位。

### 海外地區
截止8月3日，美国突破3.38亿，海外累计突破6.63亿，全球总票房突破10亿美元大关，成为好莱坞影史上第十部在全球收获超10亿美元的电影。也是2011年继《加勒比海盗4》和《哈利-波特与死亡圣器（下）》之后，第三部突破10亿美元的电影。更是派拉蒙公司历史上第一部突破10亿票房的电影。
全球累计收获11.23亿，位列影史第七位。
中國大陸方面，最终累计人民币11.12亿。
香港方面，最终为8470万，位列2011年度第一位。
台灣方面，首日票房為新台幣2123萬元；首週六天票房為新台幣2.88億元；最終全台票房為新台幣7.62億元。
| 上一届： 《汽車總動員2》 | 2011年美國週末票房冠軍 7月3日 7月10日 | 下一届： 《哈利波特：死神的聖物Ⅱ》 |
| 上一届： 《綠光戰警》    | 2011年台北週末票房冠軍 第26-27週      | 下一届： 《哈利波特：死神的聖物Ⅱ》 |
| 上一届： 《綠光戰警》    | 2011年香港一週票房冠軍 第28-29週      | 下一届： 《哈利波特：死神的聖物Ⅱ》 |
| 上一届： 《武侠》        | 2011年中国内地一周票房冠军 第30-31週  | 下一届： 《哈利波特：死神的聖物Ⅱ》 |

## 评价
2011年5月14日，影片在未完全完成后期制作时进行了有限的放映，影评人评价该片是导演拍的最好的电影。
Ain’t It Cool News网站的编辑Capone看过影片后称，他看完试映场后直到深夜还沉浸在电影中那些震撼的画面中，睡不着觉。“我几乎忘了呼吸，迈克尔·贝和他的CGI机器人团队彻底摧毁了芝加哥，不撒谎，看到如此真实的画面实在让人坐立不安。”斯皮尔伯格在访谈中说它是《阿凡达》之后最好的3D新片。
媒体综评42分，烂番茄新鲜度38%，Yahoo方面影评人C，观众评分B+，总体评价高于系列第二部，评价两极分化严重：一方面是对特技与3D效果的狂赞，另一方面却是对剧情以及人物表演的疯狂谩骂，例如劇情將美國社會的一些疑案和陰謀論都推給外星機器人。

## 相關產品

### 漫畫
「變形金剛3：黑月降臨真人電影前傳：戰爭起源
(Transformers3 : Foundation)」
出版社：IDW
故事是柯博文和密卡登之間的戰爭的源頭從這裡開始。
「變形金剛3：黑月降臨真人電影前傳：風暴將臨
(Transformers3 ： Rising Storm Defiance)」
出版社：IDW
故事是在變形金剛：復仇之戰的最終大戰中，墮落金剛被柯博文的消滅後，密卡登便逃離了地球。
這時，一股新的勢力機來到地球。

## 瑣事
麥可貝曾答應假如有人能在此電影中發現雙生兒——煞車和擋泥扳的蹤影，便會給他25000美元的獎金。但最後雙生兒短暫出現在NEST基地一幕，而貝卻沒有兌現承諾。